# Luigi Augusto di Sassonia-Coburgo-Koháry
Luigi Augusto Maria Oddone di Sassonia-Coburgo e Gotha (Castello d'Eu, 8 agosto 1845 – Karlovy Vary, 14 settembre 1907), settimo principe di Koháry, divenne ammiraglio della Marina Imperiale brasiliana.

## Biografia
Augusto nacque al Castello d'Eu, figlio di Augusto di Sassonia-Coburgo-Koháry e di Clementina d'Orléans.
Trascorse l'infanzia tra la corte di suo nonno, re Luigi Filippo d'Orléans, quella del Belgio, il ducato di Sassonia-Coburgo-Gotha ed i possedimenti della famiglia di suo padre in Austria-Ungheria. Durante uno dei suoi viaggi in Francia, il giovane principe partecipò anche alla rivoluzione del 1848 che pose fine alla monarchia e obbligò la famiglia reale a fuggire nel Regno Unito.

## Carriera militare
All'età di sedici anni entrò nell'accademia navale. Trascorse tre mesi a Trieste prima di imbarcarsi.
Nel 1863, Augusto era a bordo della fregata Novara, quando il suo nome e quello di suo fratello maggiore vennero menzionati dalle maggiori potenze europee, nel caso di elezione al trono di Grecia, ma a causa della sua fede gli venne preferito Guglielmo di Danimarca, che salì al trono con il nome di Giorgio I.
Nel febbraio 1864, Augusto passò il suo esame navale e raggiunse il grado di tenente. Successivamente partecipò alla guerra dei ducati danesi, che vedeva opposte Vienna e Berlino a Copenaghen, nella lotta per il possesso dello Schleswig-Holstein.

## Matrimonio
Nel 1860, l'imperatore Pietro II del Brasile, che non aveva avuto eredi maschi, chiese consiglio per accasare le due figlie alla sorella, principessa di Joinville, e al marito. Fra i vari nomi che gli proposero, l'imperatore scelse suo nipote, duca di Penthièvre e Filippo del Belgio, che tuttavia rifiutarono. Pertanto Pietro II si rivolse al principe Augusto e a suo cugino, Gastone d'Orléans i quali, a differenza dei loro cugini, accettarono di buon grado la proposta.
Ciononostante Pietro II, prima di dichiarare ufficialmente le doppie nozze, lasciò ogni decisione alle proprie figlie affermando di non volerle maritare senza ottenere prima il loro consenso. Infine i due cugini si imbarcarono a Lisbona nell'agosto 1864 e arrivano a Rio de Janeiro il 2 settembre successivo. Lo stesso giorno incontrarono la famiglia reale al palazzo di San Cristoforo. Il 18 settembre fu annunciato ufficialmente il fidanzamento d'Isabella con Gastone d'Orleans, e della sorella minore con Luigi Augusto di Sassonia-Coburgo-Koháry.

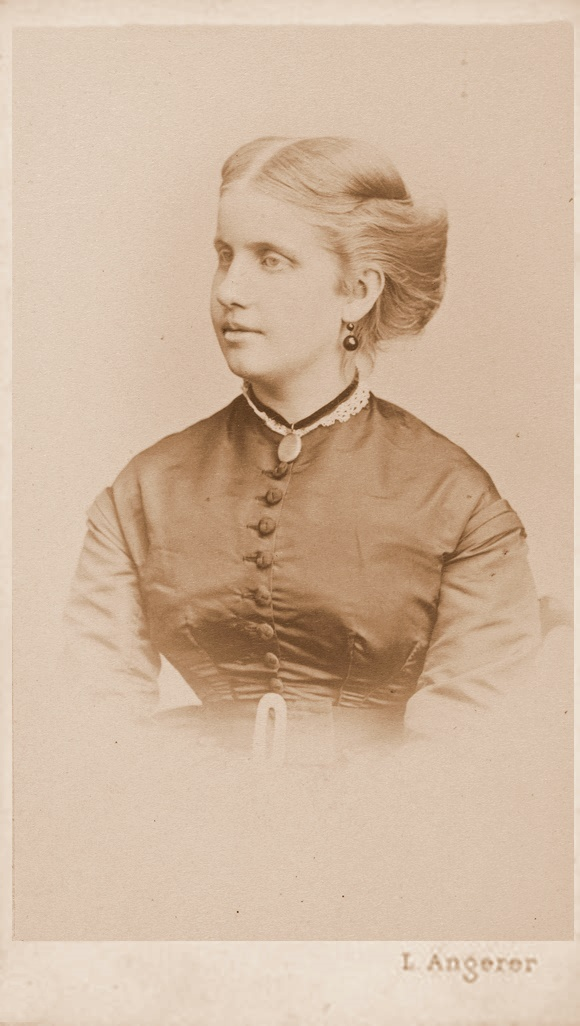
Leopoldina del Brasile.

Luigi Augusto e Leopoldina si sposarono a Rio de Janeiro il 15 dicembre 1864, due mesi dopo le nozze di Gastone e Isabella.
Ebbero quattro figli:
- Principe Pietro Augusto Luigi Maria Michele Gabriele Raffaele Gonzaga (19 maggio 1866–6 luglio 1934);
- Augusto Leopoldo Filippo Maria Michele Gabriele Raffaele Gonzaga (6 dicembre 1867–11 ottobre 1922);
- Giuseppe Ferdinando Maria Michele Gabriele (21 maggio 1869–13 agosto 1888);
- Luigi Gastone Clemente Maria (15 settembre 1870–23 gennaio 1942), che sposò in prime nozze la principessa Matilde di Baviera e in seconde nozze la contessa Anna di Trauttmansdorff-Weinsberg.

Secondo gli accordi matrimoniali la coppia doveva risiedere una parte dell'anno in Brasile, e se Leopoldina fosse rimasta incinta prima della sorella, i suoi figli sarebbero dovuti nascere in territorio brasiliano.

## Nell'esercito brasiliano
Dopo il matrimonio, Luigi Augusto venne nominato ammiraglio della flotta brasiliana. Nel maggio 1865, allo scoppio della Guerra della triplice alleanza, il Brasile, insieme all'Argentina e all'Uruguay, combatté contro il Paraguay. Il principe Luigi Augusto partecipò col fratello al fianco del suocero, che fu soddisfatto del suo operato.

## Tra il Brasile e l'Europa
Il 9 maggio 1866, Luigi Augusto e Leopoldina tornarono nel vecchio continente, ove visitarono i parenti nel Regno Unito, in Belgio, Germania e Austria. Il ritorno del principe a Vienna coincise con lo scoppio della guerra austro-prussiana. Luigi Augusto e la sua famiglia si trasferirono in Ungheria, dove i Sassonia-Coburgo-Koháry avevano possedimenti.
Una volta tornata la pace, Luigi Augusto espresse il desiderio di stabilirsi in modo permanente in Austria, ma la nuova gravidanza di sua moglie li costrinse a tornare in Brasile nel mese di luglio 1867.

## Fondatore di una nuova dinastia
Nel 1869 la famiglia si trovava in Europa e, scoperta la nuova gravidanza di Leopoldina i primi mesi del 1870, decise di non tornare in Brasile. Il 15 settembre nacque Luigi, nel castello di Ebenthal, in Austria. Leopoldina contrasse il tifo poche settimane dopo il parto, morendo il 7 febbraio 1871.
Ormai vedovo, Luigi Augusto decise di non rompere i legami con il paese natale della defunta moglie, decidendo di far vivere in Brasile i figli maggiori, mentre i due figli più piccoli avrebbero vissuto insieme a lui.

## Vedovo
Tornato in Austria, Luigi Augusto affidò l'educazione dei suoi figli più giovani a sua madre, la principessa Clementina d'Orléans. Nel luglio 1872 partì col fratello Filippo per un viaggio di nove mesi, durante il quale visitò, fra l'altro, l'India e le Hawaii.

## Crollo dell'Impero

### Il colpo di Stato repubblicano brasiliano e le sue conseguenze
Nel mese di agosto 1888, il Principe Giuseppe, terzo figlio di Augusto, morì all'età di diciannove anni di polmonite.
Nel 1875, dopo molti anni la principessa Isabella dette alla luce il suo primogenito.
Il 15 novembre 1889, un colpo di Stato militare rovesciò l'imperatore Pietro II, che fu costretto all'esilio insieme alla famiglia. Mentre attraversava l'Atlantico, il principe Pietro cominciò a manifestare segni di una follia che non lo abbandonerà più.
Poco l'arrivo in Portogallo, la famiglia imperiale è colpita da una nuova disgrazia: la morte dell'imperatrice Teresa Cristina, il 28 dicembre a Oporto.

## La pazzia del principe Pietro
Nel gennaio 1891, Luigi Augusto ottenere dall'imperatore Francesco Giuseppe I di arruolare il secondogenito nella marina austro-ungarica. In seguito mandò il primogenito a fare un viaggio in Europa, al fine di fargli dimenticare le vicende brasiliane. Tuttavia le condizioni di Pietro peggiorano, fino a sprofondandarlo nella depressione e ad indurlo a tentare il suicidio. Di fronte a questa situazione, Luigi Augusto fece ricoverare il figlio in ospedale per malati di mente a Dubling, dove rimase fino alla morte, nel 1934.

## Ultimi anni e morte
Dopo la caduta dell'Impero del Brasile, il principe Luigi Augusto reintegrò nella marina austro-ungarica. Passava la maggior parte della vita tra la sua proprietà di Schladming, nelle Alpi austriache, e Parigi. Nel tempo libero andava a caccia e collezionava orologi. Inoltre compiva viaggi, tra cui in Bulgaria, dove il fratello minore, il principe Ferdinando, era stato eletto principe sovrano nel 1887.
Il 16 febbraio 1907, la principessa Clementina d'Orléans, madre di Luigi Augusto, morì a Vienna all'età di 89 anni. Molto colpito dalla perdita della madre, il principe gli era sopravvissuto pochi mesi. Morì il 14 settembre seguente a Karlovy Vary. In conformità con le sue ultime volontà, il cuore del principe venne imbalsamato e deposto in un'urna a Minas Gerais; il corpo, rivestito dell'uniforme di ammiraglio della marina brasiliana, fu sepolto, accanto alla moglie, nella cripta della chiesa di S. Agostino a Coburgo.

## Ascendenza
|                                                    |                                  |                                             | Genitori                                            |  |  | Nonni |  |  | Bisnonni                                     |  |  | Trisnonni                                           |  |
|                                                    |                                  |                                             |                                                     |  |  |       |  |  | Francesco, Duca di Sassonia-Coburgo-Saalfeld |  |  | Ernesto Federico, Duca di Sassonia-Coburgo-Saalfeld |  |
|                                                    |                                  |                                             |                                                     |  |  |       |  |  | Francesco, Duca di Sassonia-Coburgo-Saalfeld |  |  | Ernesto Federico, Duca di Sassonia-Coburgo-Saalfeld |  |
|                                                    |                                  | Sofia Antonia di Brunswick-Wolfenbüttel     |                                                     |  |  |       |  |  | Francesco, Duca di Sassonia-Coburgo-Saalfeld |  |  |                                                     |  |
| Principe Ferdinando di Sassonia-Coburgo e Gotha    |                                  |                                             |                                                     |  |  |       |  |  | Francesco, Duca di Sassonia-Coburgo-Saalfeld |  |  |                                                     |  |
|                                                    |                                  | Augusta di Reuss-Ebersdorf                  | Enrico XXIV, Conte Reuss di Ebersdorf               |  |  |       |  |  |                                              |  |  |                                                     |  |
|                                                    |                                  | Augusta di Reuss-Ebersdorf                  | Enrico XXIV, Conte Reuss di Ebersdorf               |  |  |       |  |  |                                              |  |  |                                                     |  |
|                                                    |                                  | Augusta di Reuss-Ebersdorf                  | Carolina Ernestina di Erbach-Schönberg              |  |  |       |  |  |                                              |  |  |                                                     |  |
| Principe Augusto di Sassonia-Coburgo e Gotha       |                                  | Augusta di Reuss-Ebersdorf                  |                                                     |  |  |       |  |  |                                              |  |  |                                                     |  |
|                                                    |                                  | Ferenc József di Koháry                     | Ignaz Koháry de Csábrág                             |  |  |       |  |  |                                              |  |  |                                                     |  |
|                                                    |                                  | Ferenc József di Koháry                     | Ignaz Koháry de Csábrág                             |  |  |       |  |  |                                              |  |  |                                                     |  |
|                                                    |                                  | Ferenc József di Koháry                     | Maria Anna von Cavriani                             |  |  |       |  |  |                                              |  |  |                                                     |  |
| Maria Antonia di Koháry                            |                                  | Ferenc József di Koháry                     |                                                     |  |  |       |  |  |                                              |  |  |                                                     |  |
|                                                    |                                  | Maria Antonia di Waldstein-Wartenberg       | Giorgio Cristiano, Conte di Waldstein-Wartenberg    |  |  |       |  |  |                                              |  |  |                                                     |  |
|                                                    |                                  | Maria Antonia di Waldstein-Wartenberg       | Giorgio Cristiano, Conte di Waldstein-Wartenberg    |  |  |       |  |  |                                              |  |  |                                                     |  |
|                                                    |                                  | Maria Antonia di Waldstein-Wartenberg       | Contessa Elisabeth Ulfeldt                          |  |  |       |  |  |                                              |  |  |                                                     |  |
| Principe Luigi Augusto di Sassonia-Coburgo e Gotha |                                  | Maria Antonia di Waldstein-Wartenberg       |                                                     |  |  |       |  |  |                                              |  |  |                                                     |  |
|                                                    | Luigi Filippo II, Duca d'Orléans | Luigi Filippo I, Duca d'Orléans             |                                                     |  |  |       |  |  |                                              |  |  |                                                     |  |
|                                                    | Luigi Filippo II, Duca d'Orléans | Luigi Filippo I, Duca d'Orléans             |                                                     |  |  |       |  |  |                                              |  |  |                                                     |  |
|                                                    | Luigi Filippo II, Duca d'Orléans | Principessa Luisa Enrichetta di Borbone     |                                                     |  |  |       |  |  |                                              |  |  |                                                     |  |
| Luigi Filippo I, Re dei Francesi                   | Luigi Filippo II, Duca d'Orléans |                                             |                                                     |  |  |       |  |  |                                              |  |  |                                                     |  |
|                                                    |                                  | Principessa Luisa Maria Adelaide di Borbone | Luigi Giovanni Maria di Borbone, Duca di Penthièvre |  |  |       |  |  |                                              |  |  |                                                     |  |
|                                                    |                                  | Principessa Luisa Maria Adelaide di Borbone | Luigi Giovanni Maria di Borbone, Duca di Penthièvre |  |  |       |  |  |                                              |  |  |                                                     |  |
|                                                    |                                  | Principessa Luisa Maria Adelaide di Borbone | Principessa Maria Teresa di Modena                  |  |  |       |  |  |                                              |  |  |                                                     |  |
| Principessa Clementina d'Orléans                   |                                  | Principessa Luisa Maria Adelaide di Borbone |                                                     |  |  |       |  |  |                                              |  |  |                                                     |  |
|                                                    |                                  | Ferdinando I delle Due Sicilie              | Carlo III di Spagna                                 |  |  |       |  |  |                                              |  |  |                                                     |  |
|                                                    |                                  | Ferdinando I delle Due Sicilie              | Carlo III di Spagna                                 |  |  |       |  |  |                                              |  |  |                                                     |  |
|                                                    |                                  | Ferdinando I delle Due Sicilie              | Principessa Maria Amalia di Sassonia                |  |  |       |  |  |                                              |  |  |                                                     |  |
| Maria Amalia di Borbone-Due Sicilie                |                                  | Ferdinando I delle Due Sicilie              |                                                     |  |  |       |  |  |                                              |  |  |                                                     |  |
|                                                    |                                  | Arciduchessa Maria Carolina d'Austria       | Francesco I, Sacro Romano Imperatore                |  |  |       |  |  |                                              |  |  |                                                     |  |
|                                                    |                                  | Arciduchessa Maria Carolina d'Austria       | Francesco I, Sacro Romano Imperatore                |  |  |       |  |  |                                              |  |  |                                                     |  |
|                                                    |                                  | Arciduchessa Maria Carolina d'Austria       | Maria Teresa d'Austria                              |  |  |       |  |  |                                              |  |  |                                                     |  |
|                                                    |                                  | Arciduchessa Maria Carolina d'Austria       |                                                     |  |  |       |  |  |                                              |  |  |                                                     |  |